# Cercyon impressus
Cercyon impressus är en skalbaggsart som först beskrevs av Sturm 1807.  Cercyon impressus ingår i släktet Cercyon och familjen palpbaggar. Arten är reproducerande i Sverige. Inga underarter finns listade i Catalogue of Life.